# Diplazon coccinatus
Diplazon coccinatus är en stekelart som först beskrevs av Tosquinet 1896.  Diplazon coccinatus ingår i släktet Diplazon och familjen brokparasitsteklar. Inga underarter finns listade i Catalogue of Life.